# Jiangshi
Jiangshi är en ort i Kina. Den ligger i provinsen Hunan, i den södra delen av landet, omkring 340 kilometer väster om provinshuvudstaden Changsha. Antalet invånare är 1 510.
Runt Jiangshi är det ganska tätbefolkat, med 155 invånare per kvadratkilometer. Närmaste större samhälle är Qiancheng, 7,4 km norr om Jiangshi. I omgivningarna runt Jiangshi växer i huvudsak blandskog.
Genomsnittlig årsnederbörd är 1 725 millimeter. Den regnigaste månaden är maj, med i genomsnitt 282 mm nederbörd, och den torraste är december, med 52 mm nederbörd.